# Masa
 Ovo je glavno značenje pojma Masa. Za druga značenja pogledajte Masa (razdvojba).
Masa (lat. massa: tijesto < grč. μάζα: ječmeni hljeb kruha, prema μάσσειν: mijesiti), u fizici, je osnovno fizikalno svojstvo svih tijela, veličina koja karakterizira količinu tvari u tijelu, jedna od osnovnih veličina Međunarodnoga sustava jedinica (oznaka m, mjerna jedinica kilogram).
Masa je mjera tromosti tijela. Tromost, ustrajnost ili inercija je svojstvo svakog tijela, po kojemu to tijelo ostaje u stanju mirovanja ako miruje, ili u stanju jednolikog gibanja po pravcu ako se giba, kao što je definirano u prvom Newtonovom zakonu gibanja.
Osnovna mjerna jedinica mase je 1 kilogram [kg]. Masa tijela koje ima masu 1 kg jednaka je masi prautega, odnosno mjerna jedinica za masu - 1 kg izvedena je od mase pramjere (etalona) koji se čuva u Međunarodnom uredu za mjere i utege u Sevresu pokraj Pariza. Masu nekog tijela određuje se vaganjem - uspoređivanjem mase tijela s masom utega - tijela poznate mase. Ako vaga pokaže da su mase ovih tijela jednake (dođe do izjednačenja, kazaljka pokazuje na 0...) tada se zna da je masa tijela jednaka poznatoj masi utega.
U svakodnevnom životu često se zamjenjuje s težinom, što je neispravno jer su to dvije različite fizikalne veličine. Masa je mjera tromosti tijela, dok je težina sila koja ovisi o gravitaciji; masa se mjeri vagom, a težina dinamometrom; masa se izražava u kilogramima [kg], a težina u njutnima [N]).
Osim kao svojstvo tromosti (inercije), masa se pojavljuje u klasičnoj fizici kao izvor sile gravitacije, u skladu s Newtonovom zakonom gravitacije. Stoga postoje dvije vrste mase:
- (troma, teška, inercijalna) masa - kao gore navedena mjera tromosti tijela.

- gravitacijska masa - masa koja je definirana kao izvor gravitacijske sile u Newtonovom zakonom gravitacije.

Ovo su dvije različite fizikalne pojave (tromost i gravitacija), te iz samih definicija ovih veličina nikako ne slijedi da su ove mase nužno jednake. Do danas je načinjen veliki broj pokusa koji uspoređuju tromu i gravitacijsku masu i nikad nije pronađena razlika između te dvije mase. Stoga se smatra da su ove dvije mase jednake, što se naziva Galilejev princip ekvivalencije ili princip slabe ekvivalencije. U razvoju opće teorije relativnosti, Albert Einstein je iskoristio ovaj princip ekvivalencije kao jednu od ključnih postavki. Osobito su poznata mjerenja uspoređivanja trome (inercijska) i gravitacijske mase koje je izvodio mađarski fizičar Loránd Eötvös krajem 19. stoljeća. Do danas je ekvivalentnost teške i trome mase određena do 10-12.
Roland Eötvös (1848. – 1919.) je dokazao da su inercijska i gravitacijska masa jednake.

## Masa u klasičnoj mehanici
U klasičnoj mehanici, koja vrijedi dok se tijelo kreće malim brzinama, smatralo se da su troma i teška masa fenomenološki i pojmovno različite veličine. Tako je troma masa smatrana mjerom tromosti (inercije) nekoga tijela, kojom se ono odupire promjeni svoje brzine. Prema drugomu Newtonovu aksiomu (Newtonovi zakoni gibanja), ubrzanje a, što ga tijelu daje sila F, sukladno (proporcionalno) je toj sili: 
{\displaystyle F=m\cdot a}
Konstanta proporcionalnosti m, koja povezuje silu i ubrzanje, troma je masa toga tijela. Prema trećemu Newtonovu aksiomu, trome mase dvaju tijela mogu se uspoređivati ako se ta dva tijela stave u uzajamno djelovanje. Tada su trome mase dvaju tijela obrnuto proporcionalne dobivenim akceleracijama: 
{\displaystyle {\frac {m_{1}}{m_{2}}}={\frac {a_{2}}{a_{1}}}}
Teška masa je mjera sile kojom na tijelo djeluje Zemljino ili neko drugo gravitacijsko polje. Teška masa ulazi u Newtonov zakon gravitacije kao gravitacijski naboj, prema analogiji s Coulombovim zakonom elektrostatike:
{\displaystyle F=G\cdot {\frac {m_{1}\cdot m_{2}}{r^{2}}}\ }
gdje je:
- F - uzajamna sila privlačenja između dva tijela (kg), i vrijedi F = F1 = F2,
- G - univerzalna gravitacijska konstanta koja otprilike iznosi 6,67428 × 10−11 N m2 kg−2,
- m1 - masa prvog tijela (kg),
- m2 - masa drugog tijela (kg), i
- r - međusobna udaljenost između središta dva tijela (m).

Teške mase dvaju tijela u mirovanju uspoređuju se s djelovanjem Zemljina gravitacijskoga polja na ta tijela, to jest određivanjem njihove težine (vaganjem). No iskustvo pokazuje da su te dvije veličine proporcionalne. Tek je Einsteinova opća teorija relativnosti pokazala da su teška i troma masa identične (ekvivalencija mase i energije).

## Masa u teoriji relativnosti
U klasičnoj, nerelativističkoj fizici vrijedio je zakon o očuvanju mase, prema kojemu se masa ne može stvoriti niti može nestati. U relativističkoj mehanici masa će se utvrditi u sustavu mirovanja čestice i time je masa ekvivalentna energiji mirovanja prema Einsteinovoj relaciji: 
{\displaystyle E=m\cdot c^{2}}
gdje je: c - brzina svjetlosti, p - impuls sile (za gornju jednakost vrijedi p = 0). Takva ekvivalencija energije mirovanja i mase slijedi iz relativističke relacije između energije i impulsa sile: 
{\displaystyle E^{2}=p^{2}\cdot c^{2}+m^{2}\cdot c^{4}}
Takva povezanost mase i energije upućuje na mogućnost pretvaranja mase (tvari) u energiju i obratno, što je potvrđeno u mnogim pokusima. Masa je temeljno obilježje elementarnih čestica (tvari). Pri vezanju elementarnih čestica masa vezanoga stanja manja je od zbroja masa pojedinih sastavnica, jer se dio mase pretvorio u energiju vezanja (defekt mase). Primjerice, u radioaktivnim raspadima ili pri nuklearnim reakcijama oslobađa se na račun defekta mase golema energija. Obratno, u sudarima elementarnih čestica, koje u modernim ubrzivačima postižu visoke energije, nastaju čestice s masom većom od mase primarnih čestica koje sudjeluju u sudarima.